# E.GO Mobile
 (mars 2021).
Next.e.GO Mobile SE est un constructeur de véhicules électriques et de systèmes de mobilité basé à Aix-la-Chapelle en Allemagne.

## Historique
La société a été fondée en 2015 sous le nom de e.GO Mobile AG par le professeur Günther Schuh de l'Université technique de Rhénanie-Westphalie. Schuh a cofondé la société de fourgons électriques StreetScooter en 2010, qui a été acquise par Deutsche Post AG en 2014.

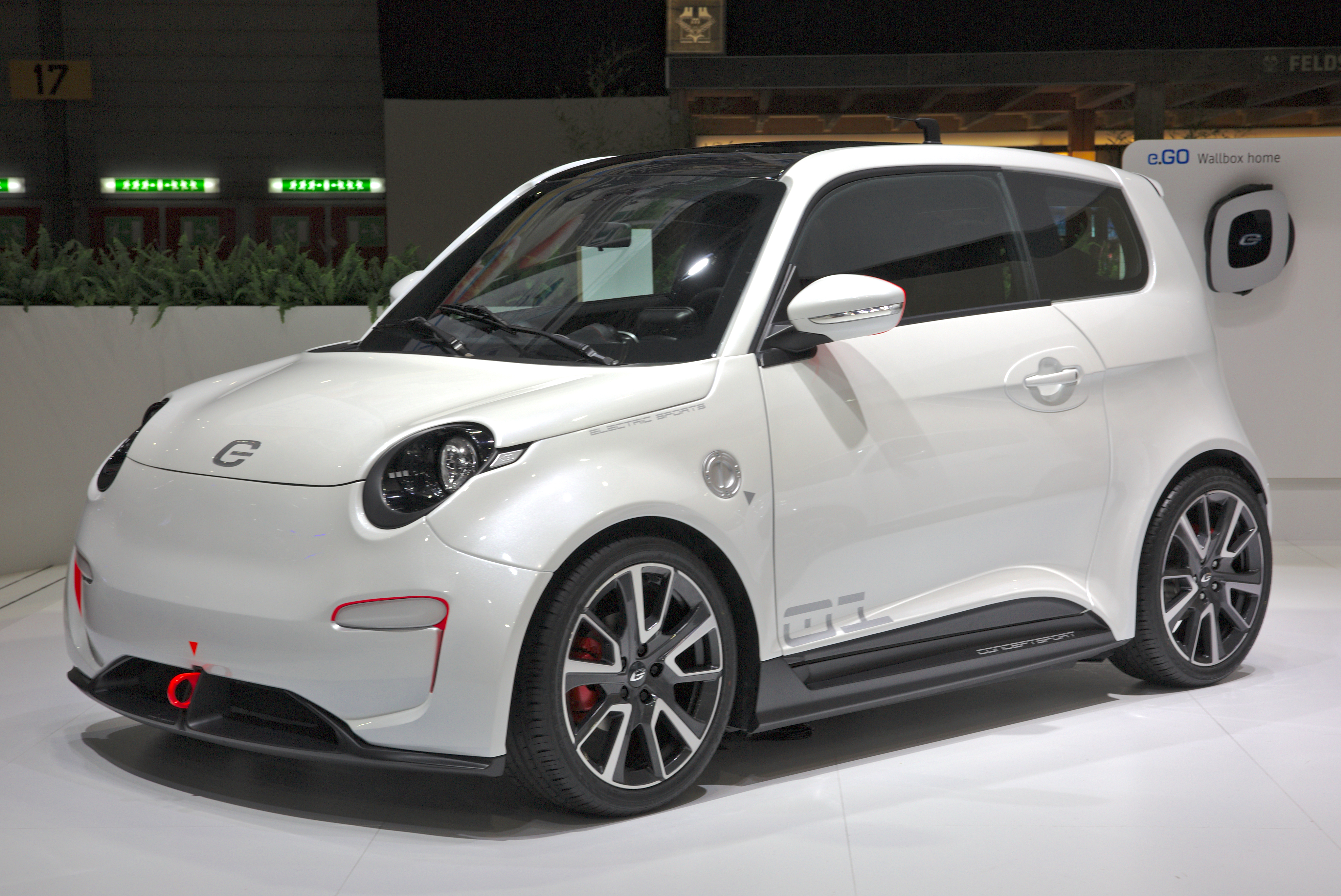
e.GO Life "sport concept" au Salon de Genève 2019.

En mars 2017, le premier prototype électrique à quatre places e.GO Life a été présenté au public lors de l'expo CeBIT à Hanovre. Depuis mai 2017, il était possible de réserver l'e.GO Life et a atteint 3 200 précommandes en avril 2018. L'usine pour produire l'e.GO Life a été ouvert en juillet 2018 avec une production attendue de 10 000 à 30 000 véhicules par an. La livraison des premières voitures a débuté en mai 2019 où Armin Laschet, ministre-président de l'état de Rhénanie-du-Nord-Westphalie, Prof. Ulrich Rüdiger, recteur de l'Université RWTH d'Aix-la-Chapelle, et Marcel Philipp, maire de la ville d'Aix-la-Chapelle, ont été parmi les premiers à recevoir des e.GO Life. Depuis lors et jusqu'au premier trimestre 2020, plus de 500 e.GO Life First Edition ont été livrés aux clients.
En raison des problèmes de chaîne d'approvisionnement et de financement causés par la pandémie de COVID-19, e.GO Mobile AG a dû déposer une demande d'insolvabilité auto-administrée en avril 2020. Ce processus s'est achevé avec succès en septembre 2020 lorsque nd Industrial Investment BV a rejoint en tant qu'actionnaire majoritaire de la nouvelle société Next.e.GO Mobile SE. Le 1er septembre 2020, Next.e.GO Mobile SE a repris l'ensemble des activités d'e.GO Mobile AG, y compris toutes les filiales. Prof. Dr. Ulrich Hermann a été nommé nouveau PDG tandis que l'ancien PDG et le fondateur Prof. Dr. Günther Schuh est président du conseil d'administration. Le redémarrage de la production est prévu début 2021.
En décembre 2020, Enterprise Greece, l'agence publique grecque de promotion des investissements et du commerce, et Next.e.GO Mobile SE a conclu un accord initial sur la création d'une usine de production de véhicules électriques en Grèce. Cette deuxième installation de production constitue la prochaine étape dans les plans d'internationalisation de e.GO et le projet complet devraient être terminés dans les 24 mois.
En 2022 E-GO Mobile présente la e.wave X au mondial de l'automobile de Paris.

## Modèles de véhicules
- e.GO Life - Citadine électrique
- e.GO Mover/Lux - Bus de ville
- e.GO Wave X -Citadine électrique

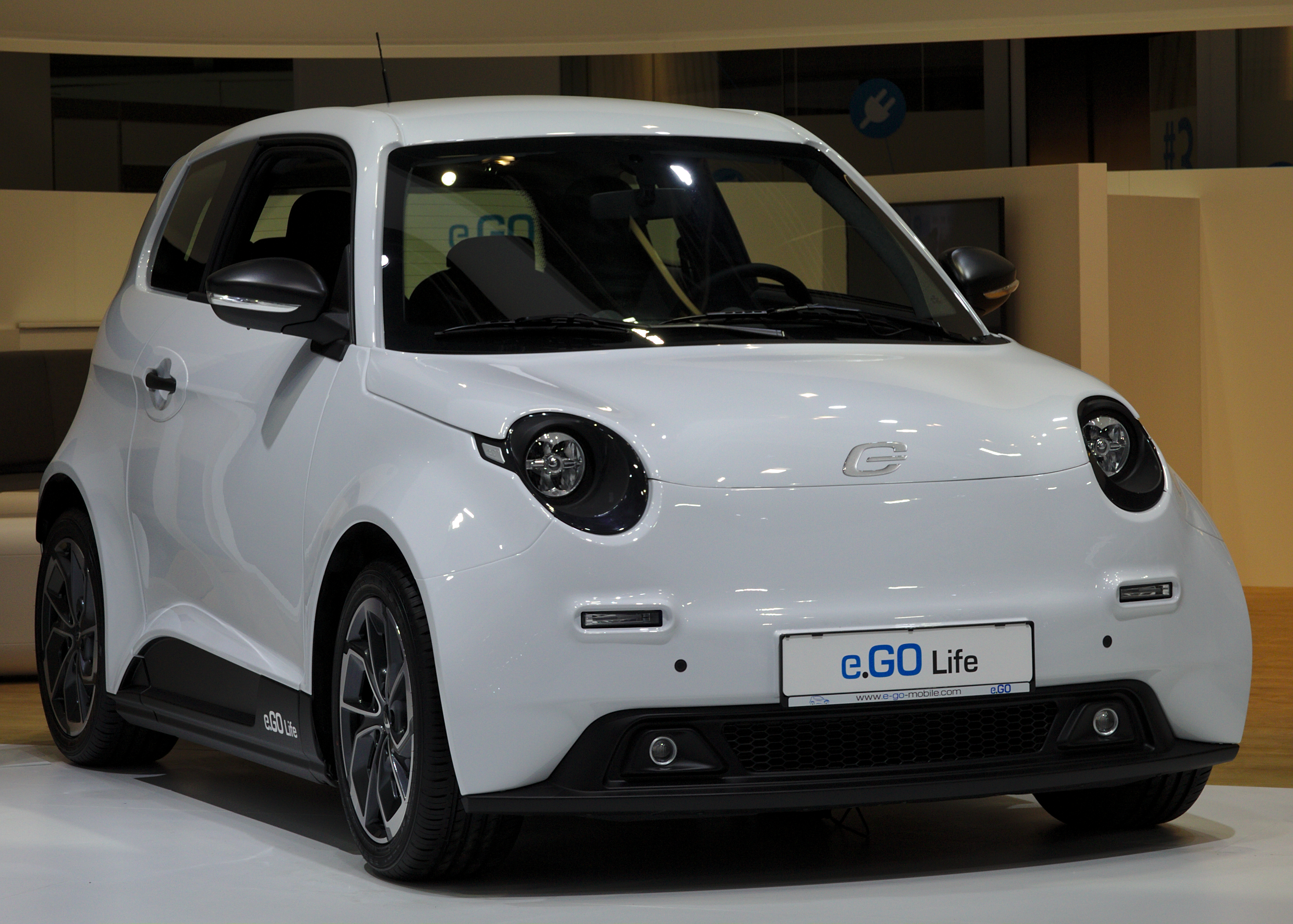
e.GO Life
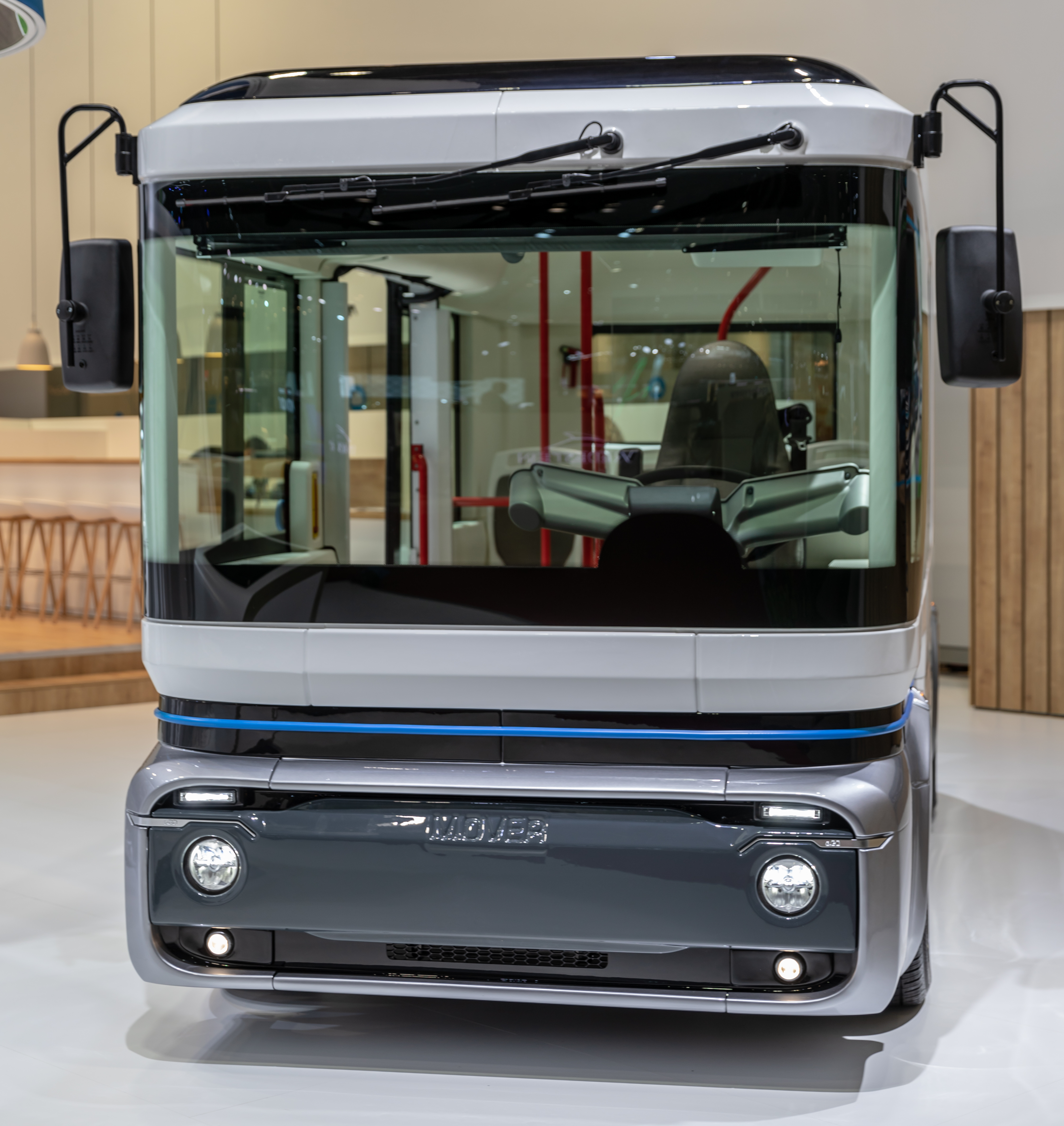
e.GO Mover